# Betula papyrifera
Espèce
Classification APG III (2009)
Statut de conservation UICN

 LC  : Préoccupation mineure
Betula papyrifera est un arbre de la famille des  Betulaceae. C'est notamment l'espèce du bouleau à papier, mais l'espèce comprend une seconde variété.

## Liste des variétés
Selon World Checklist of Selected Plant Families (WCSP) (6 oct. 2011) :
- - Betula papyrifera var. papyrifera - Le bouleau à papier
  - Betula papyrifera var. cordifolia (Regel) Regel

UICN considère Betula cordifolia comme une espèce à part.